# Nicolae Ionescu (publicist)

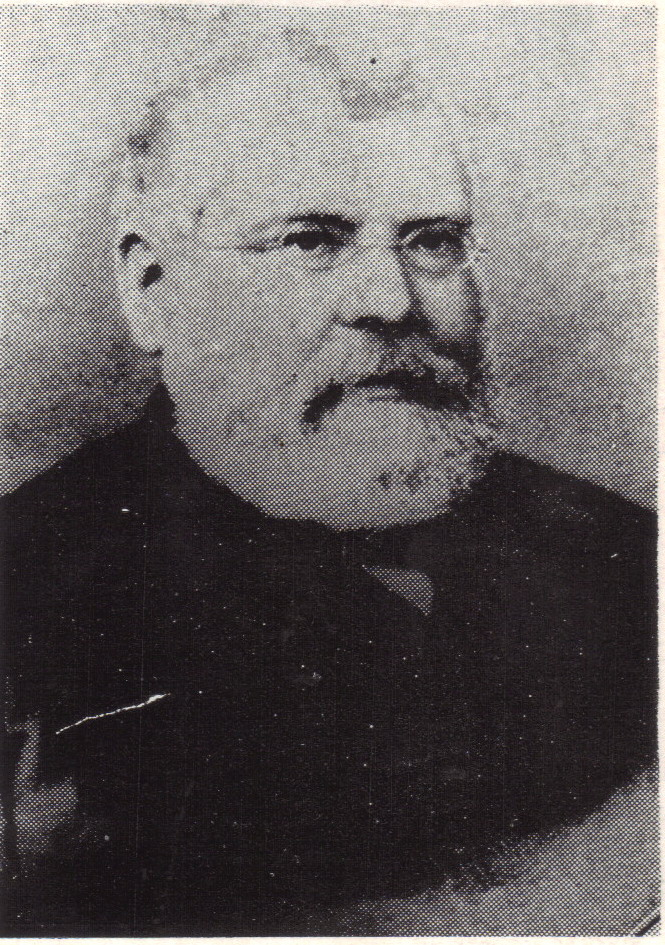
Profesorul Neculai Ionescu

Nicolae Ionescu (n. 1820, Brad comuna Negri, Principatul Moldovei – d. 24 ianuarie 1905, Brad comuna Negri, județul Neamț, Regatul României) a fost un publicist și politician român, membru fondator și vicepreședinte (1889-1892) al Societății Academice Române (Academia Română). A desfășurat o activitate didactică intensă, a participat la Revoluția din 1848, a fost senator, deputat și ministru de externe. S-a remarcat ca un orator deosebit.
Nicolae Ionescu a studiat la Academia Mihăileană din Iași, după care a urmat Facultatea de Drept la Paris. Aici, el s-a alăturat Societății Studenților Români din capitala Franței și a luat parte la diferite acțiuni de susținere a culturii române, printre altele fiind redactor la revista Étoile du Danube, care apărea la Bruxelles. În februarie 1848, a luat parte la Revoluție, la Paris.
După ce s-a întors în țară, a început o intensă activitate didactică și publicistică. Timp de 7 ani (1860 - 1867) a fost redactor la revista Tribuna României.

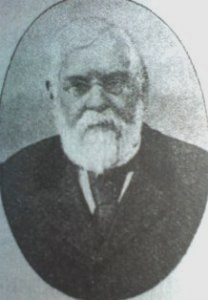

S-a implicat în politică, participând la Marea Adunare Națională de la Blaj din 1848. A participat la activitatea Comitetului revoluționar de la Cernăuți.